# Vrečka za magnezijo
Vrečka za magnezijo je vrečka, ki jo ima plezalec zapeto za pasom, in v kateri ima shranjeno magnezijo. Pri plezanju se plezalec namreč navadno poti v roke, zato si jih natre z magnezijo.
Vrečko ima plezalec za pasom na hrbtu, da lahko med plezanjem pomaka roke vanjo. Pomembno je, da vrečka za magnezijo ni premajhna in da med plezanjem ostaja odprta, da jo plezalec lahko čim hitreje uporabi.
V plezalskem žargonu se namesto pravilnega imena snovi magnezija (kemično magnezijev oksid) pogosto uporablja kar magnezij.